# Кеннет Сітцберґер
Кеннет Сітцберґер (англ. Kenneth Sitzberger, 13 лютого 1945 — 2 січня 1984) — американський стрибун у воду.
Олімпійський чемпіон 1964 року.
Призер Панамериканських ігор 1963 року.